# Афиле
Афиле (итал. Affile) је насеље у Италији у округу Рим, региону Лацио.
Према процени из 2011. у насељу је живело 1320 становника. Насеље се налази на надморској висини од 690 м.

## Становништво
Према резултатима пописа становништва 2011. у општини је живело 1.552 становника.
| 1931. | 1936. | 1951. | 1961. | 1971. | 1981. | 1991. | 2001. | 2011. |
| ----- | ----- | ----- | ----- | ----- | ----- | ----- | ----- | ----- |
| 2.083 | 2.008 | 2.194 | 2.001 | 1.644 | 1.564 | 1.639 | 1.644 | 1.552 |